# Titus the Fox
Titus the fox es un juego de plataformas de desplazamiento lateral desarrollado por Titus Interactive para Amiga, Amstrad CPC, Atari ST y DOS. La primera versión del juego fue lanzada en 1991 bajo el nombre Lagaf' : Les Aventures de Moktar - Vol 1: La Zoubida. La edición internacional - Titus the Fox: To Marrakech and Back fue lanzada en 1992.
El personaje principal del juego es un zorro. Han secuestrado a su querida Suzy al otro lado del desierto del Sáhara y, para rescatarla, tiene que avanzar a través de 15 niveles. La meta del jugador es evitar perros, trabajadores de construcción, abejas gigantes y criaturas similares. El jugador puede defenderse lanzando objetos hacia ellos o - especialmente - atrapando enemigos desde atrás y lanzarlos como proyectiles a otros obstáculos. El juego ofrece un sistema de salvado basado en un código calculado únicamente para cada máquina. El juego es compatible con casi todos los adaptadores gráficos de CGA, EGA y VGA.
El juego fue programado por Eric Zmiro, con diseño gráfico de Francis Fournier y Stephan Beaufils.